# Vinga, Arad
Vinga (în germană Theresiopolis) este satul de reședință al comunei cu același nume din județul Arad, Banat, România.

## Istorie
Prima atestare a localității Vinga datează din 1231. După ce a fost jefuită și distrusă de turci, Vinga a fost repopulată la 1741  (după alte surse la 1737) cu circa 125 de familii de „bulgari bănățeni” din Ciprovți, vestul Bulgariei, care au traversat Dunărea și s-au stabilit în diferite părți din Câmpia Banatului. La 1 august 1744 Vinga a primit statutul de oraș, având un magistrat și diverse privilegii din partea împărătesei Maria Terezia a Austriei. 
După primul război mondial, multe familii de bulgari din Vinga s-au mutat în Arad și Timișoara. După cel de-al doilea război mondial, s-a produs un adevărat exod al bulgarilor spre orașe, deoarece familiile bulgare dețineau proprietăți importante de pământ și ca atare au fost expropriate de regimul comunist. 
Odată cu reorganizarea teritorial-administrativă comunistă, localitatea și-a pierdut statutul de oraș. 1 august a rămas ziua oficială a Vingăi.

## Economia
Economia cunoaște în prezent o dinamică puternică, cu creșteri importante semnalate în toate sectoarele de activitate.
Comerțul și industria ușoară dețin ponderi importante în spectrul economic al așezării.

## Obiective turistice
Deși nu deține elemente ale fondului turistic natural de mare valoare, fondul construit al localității Vinga, rezultat al comuniunii
mai multor etnii, este unul deosebit și de mare interes. Cel mai important obiectiv turistic de natură antropică este
biserica romano-catolică cu două turle, monument de arhitectură datat din anul 1892. Biserica construită în stilul neo-gotic este
opera arhitectului E. Reiter și nu trebuie ocolită de turiștii aflați în comună sau în tranzit prin aceste locuri.
- Biserica romano-catolică Vinga
- Clădirea primăriei
- Fosta fabrică de ciocolată "Vinga"

## Galerie de  imagini

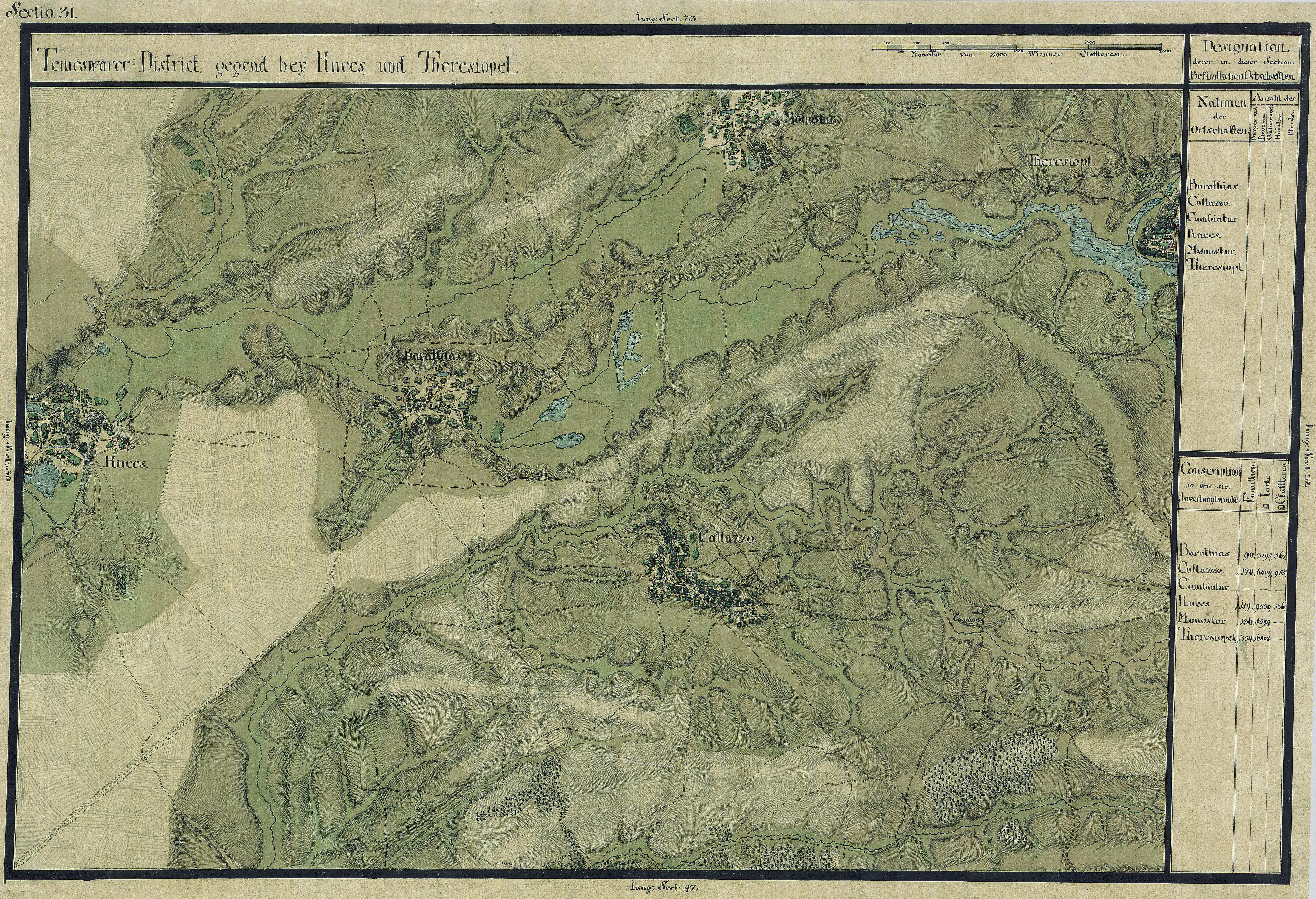
Vinga în Harta Iosefină a Banatului, 1769-72
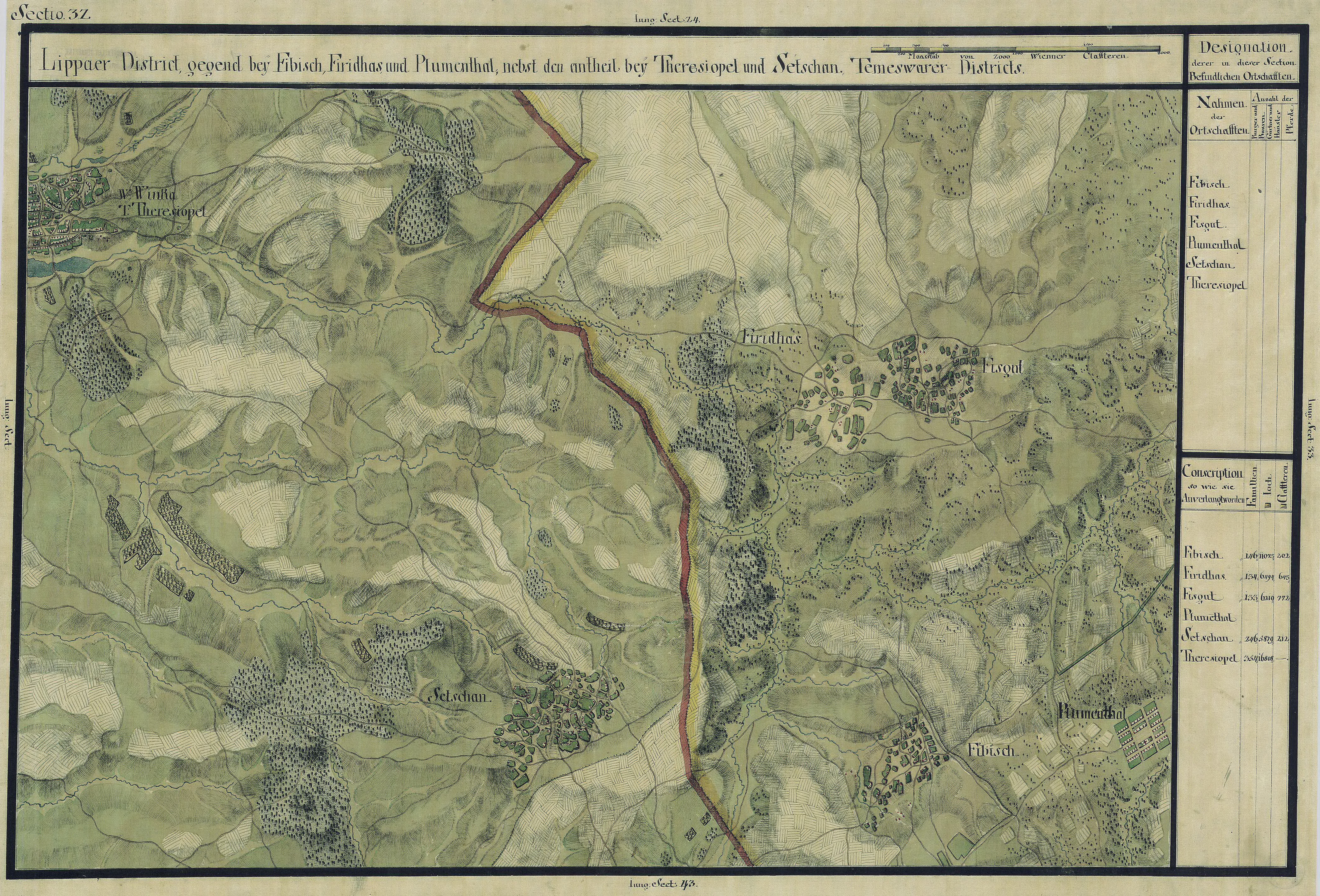
Vinga în Harta Iosefină a Banatului, 1769-72
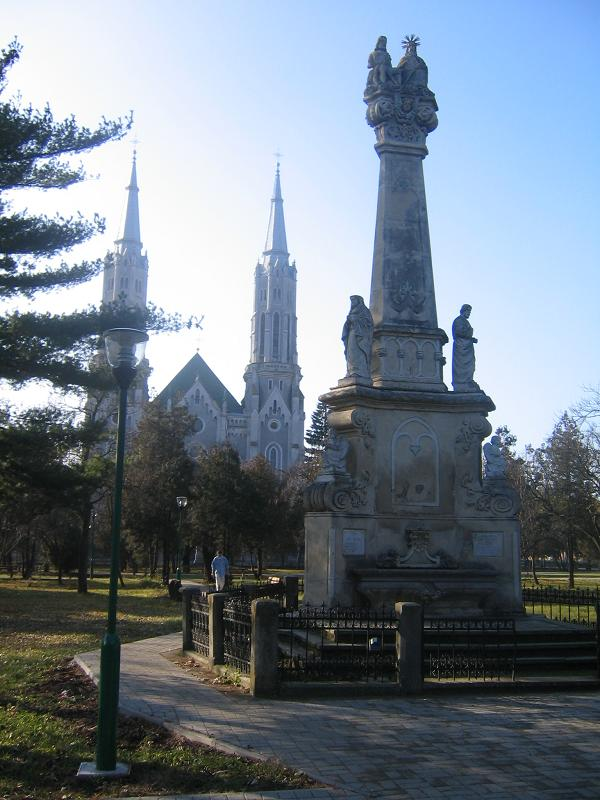
Vinga (parc și monument, cu Biserica Romano-Catolică pe fundal)
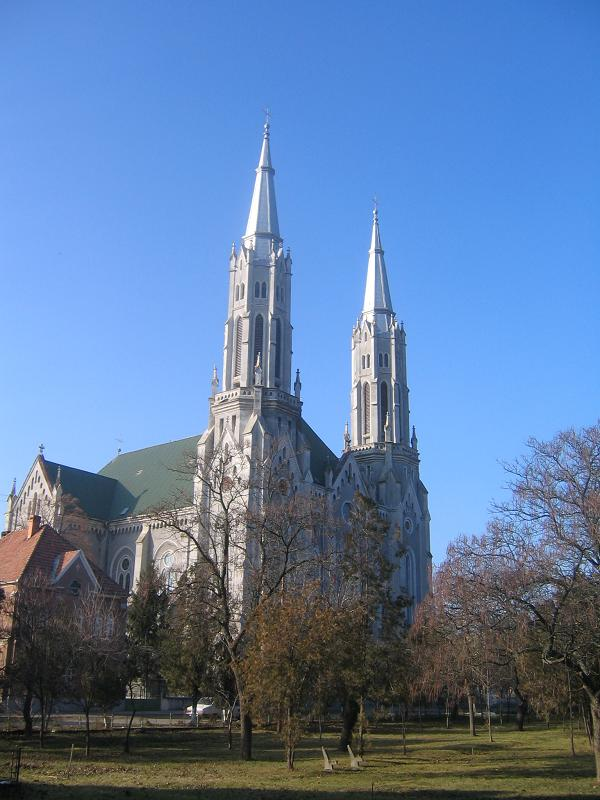
Vinga (Biserica Romano-Catolică)
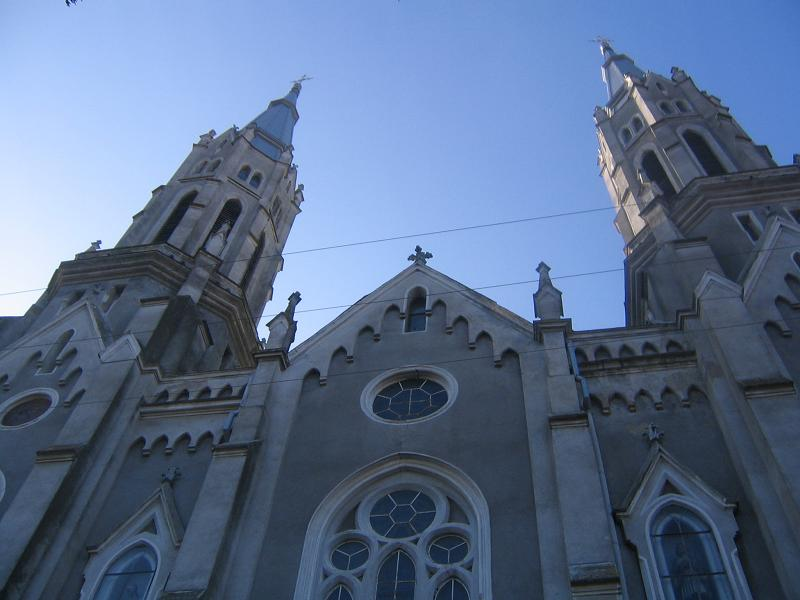
Vinga (Biserica Romano-Catolică)